# Projeção de Eckert IV

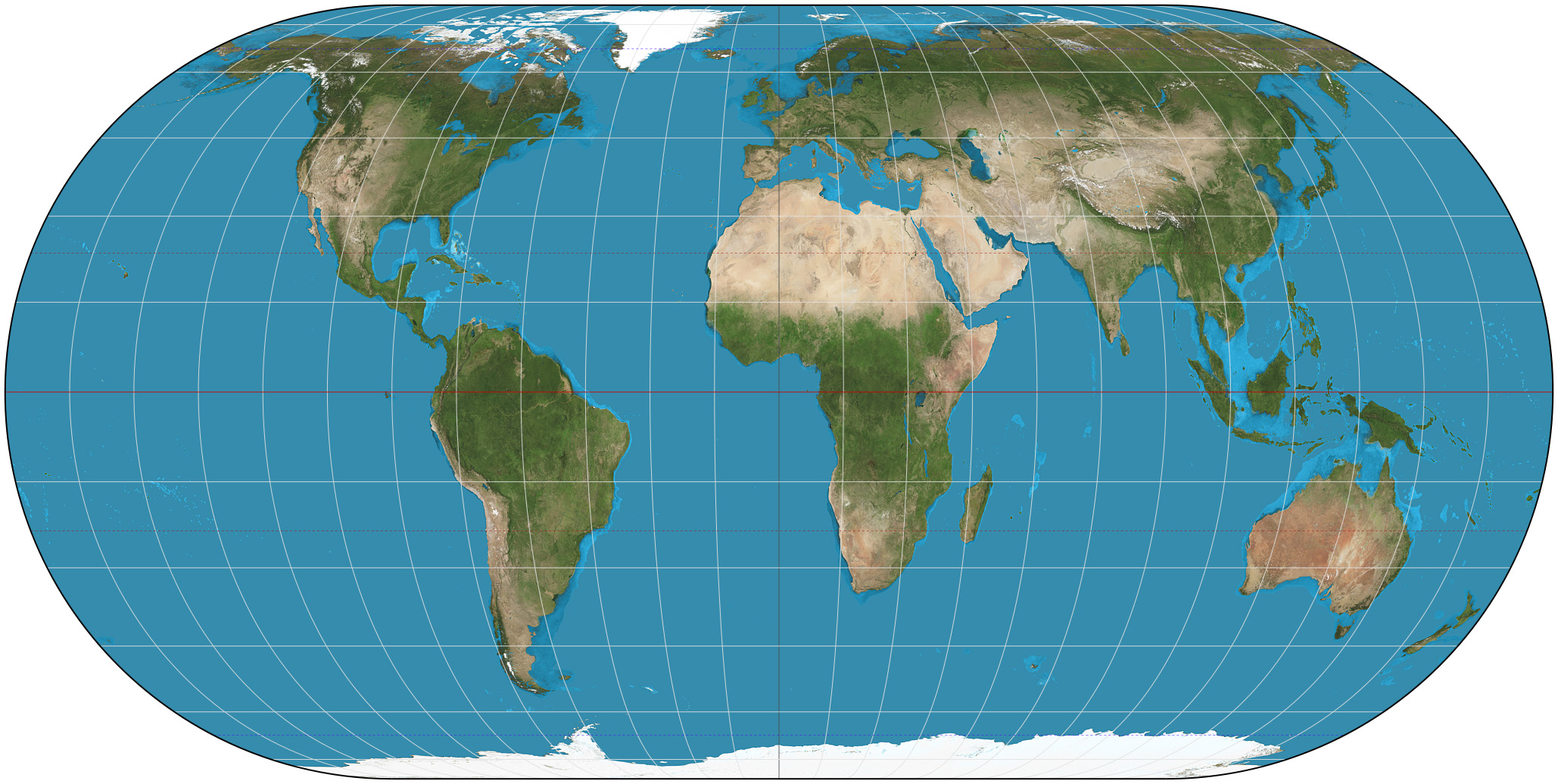
Projeção Eckert IV do mundo.

Projeção Eckert IV com indicadores de distorção de Tissot.

A projeção de Eckert IV é uma projeção de mapa pseudocilíndrica de área igual. O comprimento das linhas polares é metade do equador, e as linhas de longitude são semi-elipses ou partes de elipses. Foi descrito pela primeira vez por Max Eckert em 1906 como um de uma série de três pares de projeções pseudocilíndricas. Dentro de cada par, os meridianos são os mesmos, enquanto os paralelos diferem. As projeções de números ímpares têm paralelos espaçados igualmente, enquanto as projeções de números pares têm paralelos espaçados para preservar a área. Eckert IV é emparelhado com Eckert III.

## Fórmulas

### Fórmulas de encaminhamento
Dada uma esfera de raio R , meridiano central λ 0 e um ponto com latitude geográfica φ e longitude λ , as coordenadas planas x e y podem ser calculadas usando as seguintes fórmulas:
{\displaystyle {\begin{aligned}x&={\frac {2}{\sqrt {4\pi +\pi ^{2}}}}R\,(\lambda -\lambda _{0})(1+\cos \theta )\approx 0,422\,2382\,R\,(\lambda -\lambda _{0})(1+\cos \theta ),\\[8pt]y&=2{\sqrt {\frac {\pi }{4+\pi }}}R\sin \theta \approx 1,326\,5004\,R\sin \theta ,\end{aligned}}}
onde
{\displaystyle \theta +\sin \theta \cos \theta +2\sin \theta =\left(2+{\frac {\pi }{2}}\right)\sin \varphi .}
θ pode ser resolvido numericamente usando o método de Newton.

### Fórmulas inversas
{\displaystyle {\begin{aligned}\theta &=\arcsin \left[y{\frac {\sqrt {4+\pi }}{2{\sqrt {\pi }}R}}\right]\approx \arcsin \left[{\frac {y}{1,326\,5004\,R}}\right]\\[8pt]\varphi &=\arcsin \left[{\frac {\theta +\sin \theta \cos \theta +2\sin \theta }{2+{\frac {\pi }{2}}}}\right]\\[8pt]\lambda &=\lambda _{0}+x{\frac {\sqrt {4\pi +\pi ^{2}}}{2R(1+\cos \theta )}}\approx \lambda _{0}+{\frac {x}{0,422\,2382\,R\,(1+\cos \theta )}}\end{aligned}}}